# Curlandia
Curlandia (del letón: Kurzeme) es una región histórica que constituye, en la actualidad, la parte oeste de Letonia.

## Situación geográfica
Situada en el golfo de Riga, a orillas del mar Báltico, ocupa 26 000 km² aproximadamente. 

## Población
Poblada originariamente por curos (o kurs) y livones (o livos), en la actualidad letones y lituanos son los principales grupos de población. Su capital histórica fue Mitau (la actual Jelgava).

## Historia
En 1048 los daneses erigieron en la zona una iglesia cristiana, y en 1158 se asentaron comerciantes germanos. A principios del siglo XIII el territorio fue tomado por miembros de la orden militar y religiosa de los Caballeros de Lituania (más tarde los Caballeros de la Orden Teutónica).
En 1234, se fundó un obispado que pronto fue incorporado a Lituania, el estado de los Caballeros Teutónicos. En 1561, cuando la Reforma Protestante hubo ganado adeptos y tras la derrota de los Caballeros Teutónicos por las tropas del zar Iván IV el Terrible de Rusia (un suceso que llevó a la disolución de la orden), Curlandia se convirtió en un ducado bajo el control de Polonia. El Ducado de Curlandia (1561-1795) era parte de la República de las Dos Naciones.
En los años 1600, el Ducado de Curlandia, una vez parte de Livonia, experimentó una explosión económica. Estableció dos colonias, una en una isla en el estuario del río Gambia, a la que llamaron Isla de San Andrés donde el duque de Curlandia, Jacob Kettler, construyó un fuerte llamado Fuerte Jacob, y otra en Tobago llamada Nueva Curlandia. La Isla Jacob cambió de nombre a Isla James cuando fue traspasada a Inglaterra.
La región cayó bajo influencia rusa a principios del siglo XVIII cuando Ana Ivánovna, zarina de Rusia entre 1730 y 1740, se casó con el duque de Curlandia. 
Más tarde, en 1795, tras la tercera partición de Polonia, se convirtió en la Gobernación de Curlandia del Imperio ruso. 
En 1919, pasó a formar parte del Estado independiente de Letonia. Entre 1944 y 1991, formó parte de la Unión de Repúblicas Socialistas Soviéticas (URSS) dentro de la RSS de Letonia.
Curlandia durante la Segunda Guerra Mundial fue ocupada por el ejército alemán tras la Operación Barbarroja, sin embargo la contraofensiva soviética de 1943-1944 logró encerrar al Grupo de Ejércitos Norte de la Wehrmacht en la región, quedando cercados más de 200 000 soldados alemanes en el bloqueo conocido como la Bolsa de Curlandia.

## Nueva Curlandia
Curlandia fue el Estado más pequeño y alejado de América que mantuvo posesiones coloniales en este continente, principalmente en la isla de Tobago, entre 1642 y 1689. La colonia, conocida como Nueva Curlandia, fue abandonada finalmente debido a los problemas vividos en la metrópoli, por lo que desde entonces su dominio se consideró ligado al de la vecina isla de Trinidad.